# Пасіта Абад
Пасіта Абад (англ. Pacita Abad; 1946-2004) — філіппінська художниця, створила унікальну техніку трапунто.

## Біографія
Народилася в місті Баско на острові Батан (Філіппіни). Закінчила державний університет Філіппін, після чого продовжила освіту в аспірантурі у США. В цей же час, в Каліфорнії, вона виходить заміж за Джека Гарріті, студента Стенфорда, котрий отримав ступінь магістра з економіки міжнародного розвитку. Абад вчилася живопису в школі мистецтв Коркоран у Вашингтоні (округ Колумбія) і Лізі студентів-художників у Нью-Йорку.

### Творчість
Ідеї для своєї творчості вона черпала з культур різних країн і народів. За своє життя жила на 5 континентах і працювала більш ніж в 80 країнах.
Ранній період творчості Пасіти Абад відрізняється соціально-політичною спрямованістю. У цей час були створені дві серії картин із зображенням людей і масок, а трохи пізніше масштабні зображення підводних сцен, тропічних квітів і тваринного світу. Її творчість стала відома завдяки яскравим абстрактним творам, в числі яких є як великомасштабні полотна, так і ряд невеликих колажів. У своїй творчості Пасіта Абад часто використовувала нарівні з традиційними матеріалами дзеркала, намиста, черепашки, пластикові кнопки і інші об'єкти. Всього їй належить близько 4000 робіт. У 2004 році за її дизайном був пофарбований міст Алкафф в Сінгапурі.
Пасіта Абад розробила методику живопису, що отримала назву трапунто (назва є посиланням до однойменної техніки шиття). Відмінною рисою трапунто в живописі є зшивання полотна з рядом сторонніх об'єктів і надаванням всій картині таким чином якоїсь тривимірності.
Її роботи виставлялися більш ніж в 200 музеях, галереях та інших майданчиках, в тому числі і 75 персональних виставках по всьому світу. Роботи художниці можна побачити в державних, корпоративних і приватних колекціях в більш ніж 70 країнах.

### Смерть
Пасіта Абад померла в рідному місті на Філіппінах в 2004 році від раку легенів.